# على صلاح أحمد
علي صلاح أحمد مذيع وإعلامي يمني.

## مولده
ولد في عام 1956م في قرية الفرس مديرية بني حشيش، محافظة صنعاء.

## المناصب التي تقلدها
- مدير عام للبرامج في القناة الرسمية اليمنية الفضائية الأولى من 2001م - 2004م.[1]
- رئيس قطاع الإذاعات المحلية في اليمن بدرجة وكيل وزارة مساعد في الفترة من 2005م - 2009م. [2]